# 271 Пентесілея
271 Пентесілея (271 Penthesilea) — астероїд головного поясу, відкритий 13 жовтня 1887 року Віктором Кнорре у Берліні.